# Ellerslie
Ellerslie (connu aussi sous le nom de Ellerslie-Bideford) est une ancienne municipalité rurale située à l'Île-du-Prince-Édouard, Canada, dans le comté de Prince sur le Lot 12. Le village incluait la communauté de Bideford. Il y avait environ 470 habitants en 2001.
La plupart des résidents d'Ellerslie vivent sur le chemin d'Ellerslie (Route 133) qui s'étend sur 5 milles de la Route 2 à la Route 12.
Le 28 septembre 2018, la municipalité fusionne avec Lady Slipper et devient Central Prince.

## Histoire
Le village fut incorporé par le gouvernement provincial en 1977 et fusionnât avec la communauté de Bideford. Ellerslie fut fondé en 1901 par un ouvrier local et nommé d'après Ellerslie en Écosse. Ellerslie est présentement une des dernières communautés dans la circonscription de Prince-Ouest de l'Île-du-Prince-Édouard avant la frontière avec Prince-Est.
La communauté a une histoire dans l'élevage des renards et la construction navale. Le chantier naval de Bideford a mis plusieurs vaisseaux à la mer, y compris le dernier à être baptisé là, le "Meteor". Bideford est aussi le domicile à un musée de fruits de mer; car la pêche est la base de l'économie locale.
Durant les dernières années, le conseil pour l'amélioration de la communauté (Community Improvement Council (CIC)) s'efforce d'entreprendre plusieurs projets d'infrastructure. Ces projets incluent des champs de soccer et une piste d'athlétisme. Le conseil essaya aussi d'avoir un système d'égouts central pour la communauté contre les fosses septiques indépendantes pour chaque logement, mais cette initiative fut rejetée par un vote communautaire.

## Éducation
Ellerslie a l'école élémentaire d'Ellerslie, qui a environ 200 étudiants des niveaux du jardin à la sixième année. Après la sixième, les élèves vont à l'école intermédiaire d'Hernewood et l'école secondaire de Westisle Composite.

## Musées
- Musée du presbytère
- Musée des fruits de mer